# Thrips australis
Thrips australis är en insektsart som först beskrevs av Bagnall 1915.  Thrips australis ingår i släktet Thrips och familjen smaltripsar. Inga underarter finns listade i Catalogue of Life.